# 综合代谢功能检测组合
综合代谢功能检测组合是一種疾病篩檢方法，它也是一種血液检查，這種方法主要測量血液中的14种物质，而且樣本主要由自动分析仪分析。人們通過综合代谢功能检测组合可以檢查自己的腎功能、肝臟功能，以及檢查自己是否患有糖尿病。综合代谢功能检测组合有時會出現假阳性的结果，因此可能要再次檢查。通常患者在抽血前要禁食十或十二小时。